# معركة إمبابة
كانت معركة إمبابة أو معركة الأهرام، معركة كبيرة وقعت في 21 يوليو 1798، أثناء الحملة الفرنسية على مصر. دارت المعركة بالقرب من قرية إمبابة، عند نهر النيل من القاهرة، ولكن نابليون أسماها معركة الأهرام نسبة لهرم الجيزة الأكبر الذي يمكن رؤيته على بعد حوالي 9 أميال.
حقق الجيش الفرنسي بقيادة الجنرال نابليون بونابرت انتصاراً حاسماً على الجيش الرئيسي لبكوات المماليك المحليين في هذه المعركة، بعد الاستيلاء على الإسكندرية وعبور الصحراء، مما أدى إلى القضاء على كامل الجيش العثماني في مصر تقريباً. كانت تلك هي المعركة الأولى التي ابتكر فيها بونابرت شخصياً تشكيل مربع المشاة ووظفه بحيث حقق تأثيراً كبيراً. أدى انتشار الألوية الفرنسية في هذه التشكيلات المربعة الضخمة إلى صد هجمات فرسان للمماليك مراراً وتكراراً.
أدى الانتصار إلى الغزو الفرنسي لمصر فعلياً، حيث أنقذ مراد بك بقايا جيشه، وفر بطريقة فوضوية إلى صعيد مصر. بلغ عدد خسائر الفرنسيين حوالي 300، لكن خسائر العثمانيين والمماليك فاقت الآلاف. دخل نابليون القاهرة بعد المعركة وأنشأ إدارة محلية جديدة تحت إشرافه. كانت هذه المعركة إلى جانب معركة النيل، جزءاً من تنافس عالمي كبير بين فرنسا وبريطانيا. كان الهدف الفرنسي هو إنشاء قاعدة لمواصلة الحملة على الهند البريطانية. بعد أن دمر هوراشيو نيلسون الأسطول الفرنسي في معركة النيل، زحف بونابرت على بلاد الشام حتى أوقفت القوات الأنجلو-تركية تقدمه في عكا.

## مقدمة
بعد الهبوط في مصر التي يسيطر عليها العثمانيون والاستيلاء على الإسكندرية في 2 يوليو 1798، سار الجيش الفرنسي بقيادة الجنرال بونابرت عبر الصحراء باتجاه القاهرة. التقوا بقوات المماليك الحاكمة على بعد تسعة أميال (15 كم) من الأهرامات وعلى بعد أربعة أميال (6 كم) فقط من القاهرة. كانت قوات المماليك بقيادة مملوكين جورجيين، مراد بك وإبراهيم بك، وكان تحت قيادتهما قوة من سلاح الفرسان الأقوياء والمدربين تدريباً عالياً بالإضافة إلى ميليشيا الفلاحين التي تعمل كقوة مشاة. عندما عثرت الكشافة الفرنسية على معسكر مراد في 13 يوليو، أمر بونابرت بالتقدم نحو قوات المماليك، واشتبك معهم خلال معركة شبراخيت القصيرة. بعد تدمير المدفعية الميدانية الفرنسية سفينة القيادة لأسطول المماليك، تراجعوا بدلاً من الاشتباك، وانتهت المناوشات بانتصار فرنسي محدود.

## المعركة

نابليون يهزم المماليك في معركة الأهرامات بالقرب من القاهرة.

اصطدم الفرنسيون بالقوة العثمانية في محيط قرية إمبابة، بعد مسيرة طوال الليل في 21 يوليو. وأُمر الرجال بالاستعداد للمعركة بعد ساعة من الراحة. أمر بونابرت بالتقدم نحو جيش مراد مع تنظيم كل فرق جيشه الخمسة إلى مستطيلات مجوفة مع سلاح الفرسان والأمتعة في المركز ومدفع في كل زاوية. حث بونابرت قواته على البقاء ثابتة وإبقاء صفوفهم متماسكة عند مواجهة فرسان المماليك.
”أيها الجنود لقد جئتم إلى هذه البلد لتنقذوا سكانها من الوحشية ولتحضروا الحضارة إلى الشرق الأدنى ولكي تخرجوا هذا الجزء الجميل من العالم من هيمنة إنجلترا، تاريخ 40 قرناً من الزمان يتطلع إليكم من خلال هذه الأهرام.“— من خطاب الجنرال بونابرت قبل المعركة، 
تقدمت الفرق الفرنسية جنوباً في نٌسق متدرج، مع تقدم الجناح الأيمن والجناح الأيسر محمياً بنهر النيل. من اليمين إلى اليسار، نشر بونابرت فرق لويس شارل أنطوان دوزيه، وجان لويس إبنيزر رينييه، وتشارلز فرانسوا جوزيف دوغوا، وأونوريه فيال، ولويس أندريه بون. بالإضافة إلى ذلك، أرسل دوزيه مفرزة صغيرة لاحتلال قرية بشتيل المجاورة، إلى الغرب مباشرة. ثبت مراد بك جناحه الأيمن على النيل في قرية إمبابة التي حُصنت وزودت بالمشاة وبعض المدافع القديمة، بينما ثبت جناحه الأيسر في قرية بشتيل، حيث وضع بقية مدافعه هناك لحمايته من أي حركة تطويق من الفرنسيين. وانتشر فرسانه من المماليك في الوسط بين هذه القرى. وقف الجيش المملوكي الآخر بقيادة إبراهيم بك على ضفاف النيل وشاهد الأحداث وهي تتكشف غير قادر على العبور والتدخل. كانت خطة مراد بك الأصلية هي صد الهجمات الفرنسية على أجنحته المحصنة، ثم مهاجمة مركزهم المثبط.
كان المماليك، لا يزالون قوة إقطاعية من العصور الوسطى إلى حد كبير في جميع خصائصها العملية، بما في ذلك جيشها، على النقيض تماماً مع الجيش الفرنسي الحديث دائماً. تألف غالبية الجيش المصري من الفلاحين، وكان ثقله هو الحصان المملوكي. حدث خلال المعركة التي أظهرت الفجوة بين الجيشين، عندما سار أحد فرسان المماليك، مرتدياً درعاً ثقيلًا، على بعد خطوات قليلة فقط من الخطوط الفرنسية وطالب بمبارزة. ورد الفرنسيون بإطلاق النار.
....ثم إن الطابور الذي تقدم لقتال مراد بك انقسم علي كيفية معلومة عندهم في الحرب وتقارب من المتاريس بحيث صار محيطاً بالعسكر من خلفه وأمامه ودق طبوله وأرسل بنادقه المتتالية والمدافع واشتد هبوب الريح وانعقد الغبار وأظلمت الدنيا من دخان البارود وغبار الريح وصمت الأسماع من توالي الضرب بحيث خيل للناس أن الأرض تزلزلت والسماء عليها سقطت.— عبد الرحمن الجبرتي، عجائب الآثار في التراجم والأخبار
أمر نابليون مربع دوزيه بالتقدم جهة اليمين (باتجاه القلب المصري) وبقية المربعات إلى اليسار (في اتجاه إمبابة)، ما اعتبره مراد بك فرصة سانحة، فأمر صديقه الدفتردار أيوب بك بمهاجمة المربعات الفرنسية، قذف فرسان المماليك أنفسهم على الفرنسيين دون سابق إنذار في حوالي الساعة 15:30. صمدت مربعات فرق دوزيه ورينيه ودوغا وصدت الفرسان بنيران البنادق والمدفعية من مسافة قريبة. غير قادر على ترك انطباع على، انطلق بعض المماليك المحبطين لمهاجمة قوة دوزيه المنفصلة، بعدما عجزوا عن اختراق  التشكيلات الفرنسية، لكن هذا فشل أيضاً. في هذه الأثناء، بالقرب من النيل، انتشرت فرقة بون في أرتال هجومية وهاجمت إمبابة. هزم الفرنسيون الحامية بعد اقتحام القرية. حاول العديد من المماليك والمشاة، المحاصرين في مواجهة النيل، السباحة للوصول إلى بر الأمان، لكن غرق المئات منهم. أعلن الفرنسيون عن سقوط 29 قتيلاً و260 جريحاً منهم. فيما كانت خسائر مراد أكبر بكثير، وربما وصلت إلى 10,000 بما في ذلك 3000 من نخبة فرسان المماليك، كما قُتل في المعركة قائده أيوب بك. كذلك أصيب مراد بك نفسه بضربة مُنصل في خده. هرب مراد إلى صعيد مصر مع 3000 من سلاح الفرسان الناجين، حيث شن حملة حرب عصابات نشطة قبل أن يهزمه دوزيه في أواخر 1799.

## نتائجها
فرت جيوش المماليك المتأهبة في القاهرة إلى سوريا، عند سماعهم نبأ هزيمة سلاح فرسانهم الأسطوري ودخل بونابرت العاصمة المصرية في 24 يوليو. ثم طاردت القوات الفرنسية إبراهيم بك وألحقت به هزيمة ساحقة في الصالحية في 11 أغسطس.
أسس نابليون ما عُرف باسم «ديوان القاهرة» أو «ديوان نابليون» في العاصمة المحتلة عقب معركة الأهرام، وهو مجلس صوري من 9 أعضاء لإدارة شؤون القاهرة، فيما كانت السلطة الحقيقية في يد الفرنسيين. لاحقاً، قمع نابليون ثورة القاهرة الأولى بعنف. على الرغم من أن نابليون حاول استمالة العلماء المصريين المحليين، فإن علماء مثل الجبرتي صبوا ازدراءهم على أفكار الفرنسيين وأساليبهم الثقافية. رغم تصريحاتهم الودية تجاه السكان الأصليين، حتى أن بعض الجنود الفرنسيين اعتنقوا الإسلام للزواج من مسلمات، فقد وصف رجال دين مثل عبد الله الشرقاوي، الذي ترأس حكومة نابليون في القاهرة أو ديوان نابليون، الفرنسيين فيما بعد بأنهم: «ماديون وفلاسفة زنادقة.. ينكرون يوم القيامة والآخرة، و.. الأنبياء.»
كانت معركة الأهرامات إيذاناً ببداية نهاية سبعة قرون من حكم المماليك في مصر. على الرغم من هذه البداية المبشرة، فإن انتصار الأدميرال البريطاني هوراشيو نيلسون في معركة النيل بعد عشرة أيام أنهى فعلياً طموحات نابليون في مصر.